# Tatort: Ex-It
Ex-It ist ein Fernsehfilm aus der Krimireihe Tatort. Der vom Südwestrundfunk produzierte Beitrag soll im SRF, im ORF und im Ersten ausgestrahlt werden. Das Stuttgarter Ermittlerduo Lannert und Bootz ermittelt in seinem 34. Fall.

## Handlung
Ein Kleinkind wird tot aufgefunden, sein Bruder ist verschwunden. Die Stuttgarter Kommissare Lannert und Bootz nehmen die Ermittlungen auf. Im Zentrum steht eine Familie mit öffentlicher Vergangenheit, deren innerfamiliäre Konflikte zunehmend in den Fokus geraten.

## Hintergrund
Der Film wurde vom 24. September 2024 bis zum 21. Oktober 2024 in Stuttgart, Karlsruhe und Baden-Baden gedreht. Die Premiere soll am 1. September 2025 auf dem Festival des deutschen Films in Ludwigshafen am Rhein erfolgen.

## Auszeichnungen
Der Film wurde für den Rheingold Publikumspreis 2025 auf dem Festival des deutschen Films in Ludwigshafen am Rhein nominiert.